# 金沙江路
金沙江路，是中國上海市普陀区的一条干道，呈东西走向，东起丰庄西路，西至宁夏路。地铁13号线金运路站至金沙江路站区间沿该道路地下铺设。

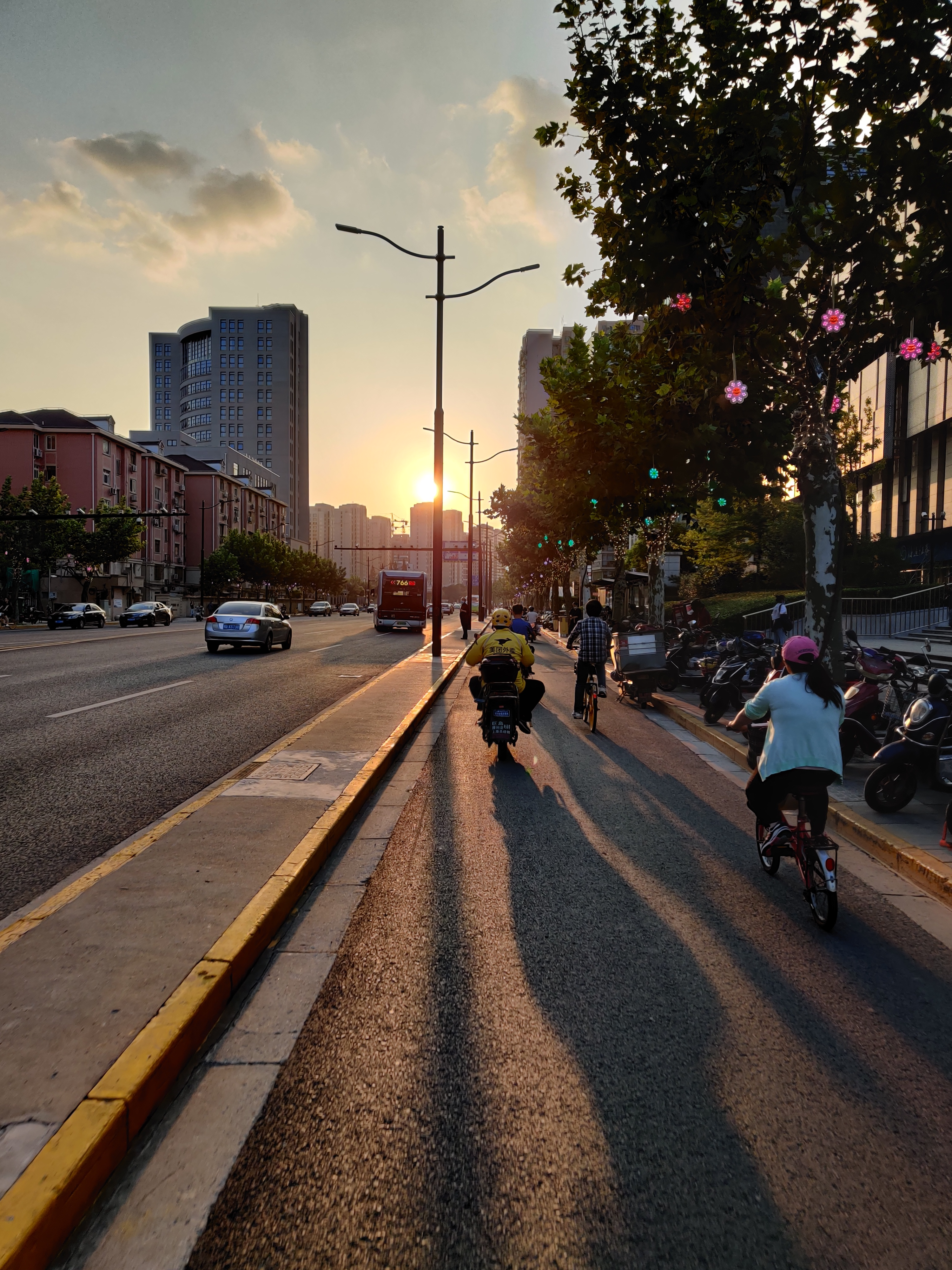
金沙江路近大渡河路

## 历史
- 初辟于1953年。[1]
- 2007-2013年,地铁13号线在金沙江路下施工。
- 2014年，祁连山南路段-泾阳路段区间重新铺设柏油路面。
- 2019年10月24日，金沙江路大渡河路口发生交通事故，造成5死9伤。[2]

## 交会道路
由东向西：
- 金沙江支路
- 丰庄西路
- 新郁路
- 丰庄路
- 花家浜路
- 祁连山南路
- 吉镇路
- 万镇路
- 真光路
- 真北路（中环路高架）
- 丹巴路
- 中江路
- 大渡河路
- 怒江路
- 枣阳路
- 杨柳青路
- 中山北路（内环线高架）
- 宁夏路

## 道路周边
- 华东师范大学
- 长风公园